# Octopolis i Octlantis
Octopolis i Octlantis – dwie kolonie osobników ośmiornicy z gatunku Octopus tetricus w zatoce Jervis Bay w Australii.

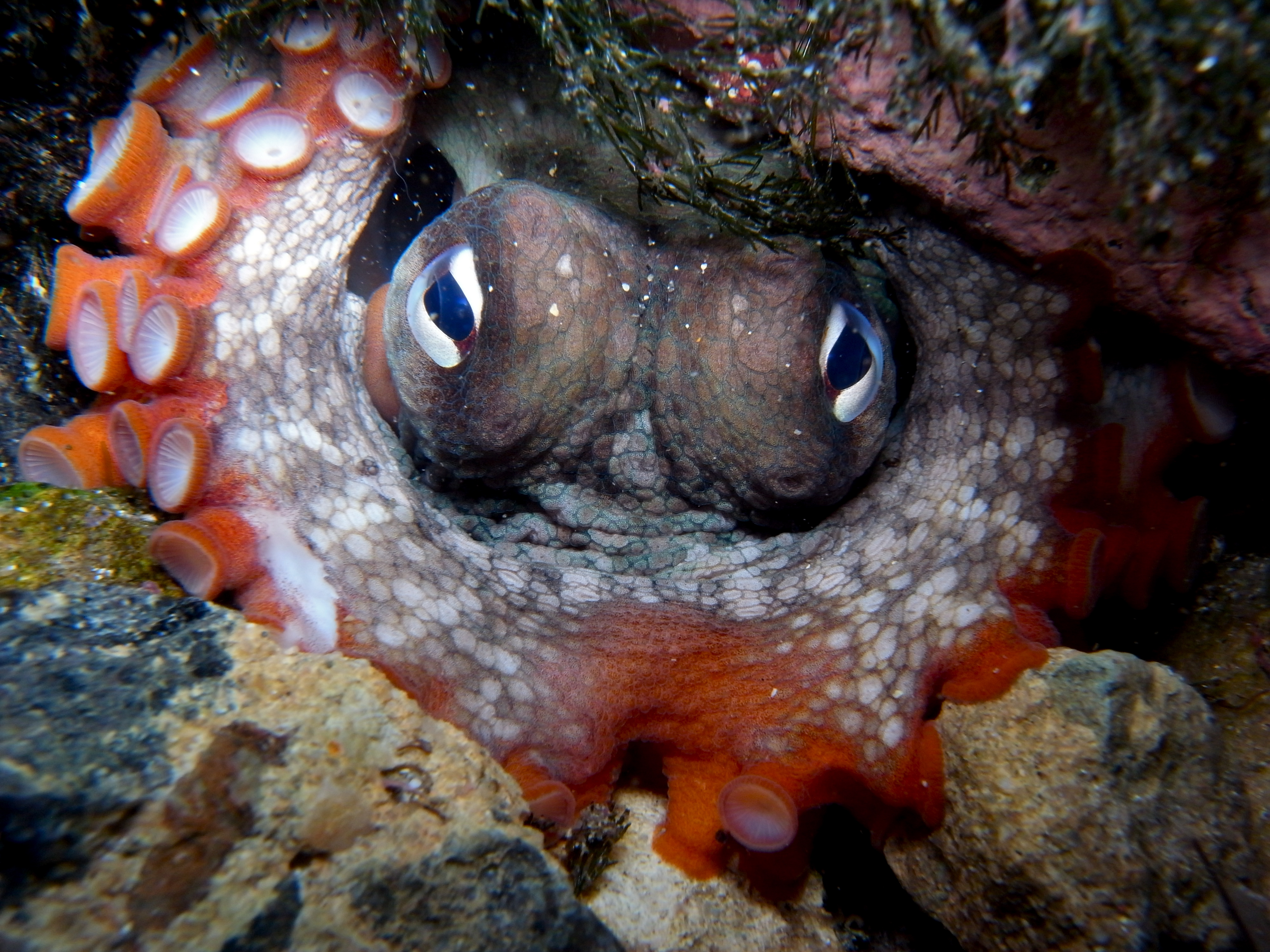
Osobnik Octopus tetricus w skalnej kryjówce na wybrzeżu Australii

Octopus tetricus uchodził przez długi czas, jak większość ośmiornic, za gatunek prowadzący samotne życie.

## Octopolis
W 2009 roku odkryta została pierwsza kolonia osobników tego gatunku, stworzona na niewielkim fragmencie dna na głębokości 17 metrów w Jervis Bay w Australii. Naukowcy nazwali nowo odkrytą kolonię Octopolis. Kolonia ta miała wtedy formę hałdy muszli mięczaków w kształcie zaokrąglonego latawca (deltoidu) o długiej osi około 3,5 metra i krótkiej około 2,5 metra (w czasie badań trwających do momentu publikacji w 2012 roku jej powierzchnia się zwiększyła). Była zlokalizowana wokół bliżej niezidentyfikowanego artefaktu, zapewne metalowego, który, jak przypuszczają jej odkrywcy, był zalążkiem kolonii i wiązał jej istnienie z ingerencją ludzką w środowisko. Domniemany mechanizm powstania tej kolonii był taki, że pierwsze schronienie stworzone przypadkiem przez ludzi wykorzystywane było przez ośmiornice co najmniej od 2009 roku. Znosiły one łup z polowań i spożywały w nim, porzucając szczątki w najbliższej okolicy. Z czasem narastająca ich hałda zmieniła okoliczne środowisko na tyle, że znalazły w nim miejsce do życia kolejne osobniki, zasiedlające jamy w hałdzie o ścianach wyłożonych muszlami. Oznaczałoby to, że działania zwierząt były swoistą „inżynierią środowiska”. Sama hałda była obserwowana od 2010 do 2012 roku i liczba napotkanych na niej mieszkańców wahała się od 2 do 5, średnio 3,24 osobnika. W okolicy nurkowie umieścili kilka innych obiektów nadających się na schronienia, więc łączna liczba ośmiornic na i w bezpośredniej bliskości hałdy była większa, ze średnią 5,48. Wiele nor miało kształt pionowego, wąskiego tunelu o głębokości do 40 cm, wyłożonego na ścianach muszlami.

## Octlantis
Octlantis jest drugą, odkrytą w 2017 roku kolonią, tym razem bez śladów ludzkiej ingerencji.
Octlantis jest położona na głębokości 10 do 15 metrów, kilkaset metrów od pierwszej znanej kolonii. Tworzą ją trzy hałdy muszli po upolowanych przez ośmiornice mięczakach, położone na obszarze mającym około 18 metrów długości i 4 metry szerokości. Zostały one usypane wokół kilku niewielkich fragmentów skały na dnie, gdy generalnie wokół osad morski jest miękki. W hałdach tych i skałach zauważono kilkanaście zajętych nor zamieszkałych przez ośmiornice oraz kolejnych kilkanaście wolnych. Zarejestrowano liczne zachowania społeczne pomiędzy zamieszkującymi kolonię osobnikami: kopulacje, dotykanie się, sygnały optyczne, pokazy siły, a nawet wyganianie jednych osobników z nor przez inne. Jak zauważają autorzy publikacji opisującej Octlantis, zachowania te są częste, zabierają zwierzętom wiele czasu i wystawiają je czasami na ryzyko, zatem są ogólnie kosztowne.
Autorzy konkludują, że odkrycie drugiej kolonii wskazuje, że może ona powstać bez ludzkiej ingerencji. Jej istnienie potwierdza wcześniej stawianą hipotezę, że ograniczony dostęp do naturalnych kryjówek w warunkach bardzo obfitego dostępu do pokarmu, powoduje gromadzenie się wielu osobników wokół nielicznych miejsc dostarczających schronienia. Prowadzi to do wymuszonego warunkami życia w dużym zagęszczeniu i występowania wśród mieszkańców skomplikowanych interakcji.

## Dalsze badania
Badania Octopolis są tematem rozdziału w książce, której autorem jest jeden z odkrywców Peter Godfrey-Smith. Również na danych z Octopolis oparty jest artykuł poświęcony badaniom zmian środowiska przyrodniczego, które wywołało powstanie kolonii. Kolonia ta była także terenem badawczym w analizach sposobów komunikacji w konfrontacjach pomiędzy ośmiornicami. Zmiany kolorów i wzorów na ciele okazały się ważnymi komunikatami o poziomie agresji poszczególnych osobników, podczas gdy wcześniej sądzono, że swoich zdolności w tym zakresie ośmiornice używają tylko jako sposobu kamuflażu i do odstraszania drapieżników. W 2022 opublikowano wyniki badań nad wcześniej zarejestrowanymi w obu koloniach materiałami wideo, na których wykryto liczne przypadki rzucania przez ośmiornice muszli, osadu dennego i alg w kierunku innych osobników, a w kilku wypadkach także w kierunku kamery. Analiza dotyczyła intencjonalności tych zachowań, które można by wówczas traktować jako formę posługiwania się narzędziami, i dostarczyła argumentów na korzyść tej tezy.
W 2018 ukazała się publikacja autorów badań podejmująca zagadnienie intencjonalności w działaniach ośmiornic, które prowadziły do powstania obu kolonii. Jej zadaniem było sprostowanie nadinterpretacji w licznych popularnych publikacjach omawiających odkrycia Octopolis i Octlantis. W szczególności zwrócili oni uwagę, że termin „ecosystem engineers” użyty przez nich w stosunku do osobników Octopus tetricus nie oznacza intencjonalności działania tak określonego organizmu, czyli istnienia stanu kognitywnego kierującego działaniem i nakierowanego na osiągnięcie wyraźnie zdefiniowanego celu. Za intencjonalne zachowania ośmiornic uznali polowanie, transport zdobyczy do kryjówki, budowę samej kryjówki, zbieranie i wykorzystanie w niej materiałów innych niż odpadki po zdobyczy. Z kolei powstanie wielu zamieszkanych jam na niewielkim obszarze uznali za niezamierzony efekt jednoczesnej dostępności pożywienia i zagrożenia przed drapieżniki na tym terenie. Pojawiające się w publikacjach określenia „miasto” (city) w stosunku do kolonii uznali za nieadekwatne.